# Slowenische Eishockey-Ruhmeshalle
Die Slowenische Eishockey-Ruhmeshalle (slowenisch Slovenski hokejski hram slavnih) ist die nationale Eishockey-Ruhmeshalle Sloweniens. In dieser werden Spieler, Trainer und Funktionäre geehrt, die sich um den Eishockeysport in Slowenien verdient gemacht haben. Die Ruhmeshalle wurde 2007 anlässlich des 80. Jahrestags des slowenischen Eishockeys gegründet und die ersten 60 Persönlichkeiten in diese aufgenommen.

## Mitglieder der Ruhmeshalle

### Aufnahme 2007
Ernest Aljančič senior - Jože Kovač - Emil Ažman - Erik Krisch - Slavko Ažman - Srdan Kuret - Igor Beribak - Franc Lešnjak - Mustafa Bešič - Dominik Lomovšek - Andrej Brodnik - Matko Medja - Vasilij Cerar - Janez Mlakar - Boris Čebulj - Drago Mlinarec - Matevž Čemažar - Murajica Pajič - Hans Dobida - Silvo Poljanšek - Anton Dremelj - Janko Popovič - Jan Ake Edvinsson - Cveto Pretnar - Stane Eržen - Ludvik Ravnik - René Fasel - Viktor Ravnik - Albin Felc - Andrej Razinger - Eldar Gadžijev - Drago Savič - Anton Jože Gale - Matjaž Sekelj - Jože Gogala - Štefan Seme - Marjan Gorenc - Franc Smolej - Edo Hafner - Marko Smolej - Gorazd Hiti - Rudi Hiti - Roman Smolej - Dragan Stanisavljevič - Jože Bogomir Jan - Andrej Stare - Ivo Jan senior - Nebojša Stojakovič - Milko Janežič - Lado Šimnic - Marjan Jelovčan - Zvone Šuvak - Brane Jeršin - Toni Tišlar - Vlado Jug - Viktor Tišlar - Ignac Kovač - Ciril Vister - Rudi Knez - Matjaž Žargi

### Aufnahme 2008
Božidar Beravs - Tomaž Bratina - Drago Horvat - Peter Klemenc - Sašo Košir - Tomaž Košir - Mirko Lap - Tomaž Lepša - Blaž Lomovšek - Janez Puterle - Joža Razingar - Ivan Ščap - Andrej Vidmar - Franci Žbontar - Roman Iskra - Zoran Rozman - Igor Zaletel - Bogdan Jakopič - Gabrijel Javor - Bojan Kavčič - Miloš Sluga - Andrej Verlič - Zlatko Pavlica

### Aufnahme 2012
Elvis Bešlagič - Robert Ciglenečki - Dejan Kontrec - Tomaž Vnuk - Bojan Zajc - Nik Zupančič - Luka Žagar - Zoran Pahor - Marko Popovič - Žarko Bundala - Franc Ferjanič